# HLB이노베이션
HLB이노베이션 주식회사는 대한민국의 반도체 부품 제조 기업으로, 주력 제품은 리드프레임(Lead frame) 등 반도체 패키징에 필요한 부품과 금형을 만드는 기업으로 1978년 풍산특수금속이라는 이름으로 설립되었으며, 2001년 1월 코스닥 시장에 상장한 기업이다. 2023년 초 HLB그룹에 편입되어 현재의 상호로 변경되었고, 기존 반도체 사업에 더해  바이오 사업을 사업 영역으로 확대하였다.

## 사업 특성
반도체 부품 사업
HLB이노베이션의 주력 사업은 반도체용 리드프레임 생산이다. 반도체 칩을 회로 기판과 전기적으로 연결하고 지지하는 핵심 부품인 리드프레임을 다양하게 제조하며, 자체 금형 설계·제작 기술을 보유하고 있다. 주요 제품으로는 DIP, QFP, SOP 등의 전통적인 리드프레임부터 전력 반도체용 파워모듈 리드프레임, 이미지센서 및 차량용 압력센서 등에 쓰이는 프리몰드 제품, IC 테스트 소켓에 사용되는 초정밀 컨택핀 등이 있다. 또한,  리드프레임과 전기차용 파워 반도체 모듈용 리드프레임 등 고부가가치 제품을 개발하여 공급하고 있다.
바이오 사업
HLB이노베이션은 2023년 HLB그룹 편입과 함께 바이오 사업에 새롭게 진출하였으며, 모회사인 HLB의 항암제 파이프라인과의 시너지를 창출하는 것을 목표로 하고 있습니다. 이를 위해 2024년 12월, 미국 펜실베니아대학의 CAR-T 치료제 개발 연구진이 2020년 설립한 Verismo Therapeutics를 자회사로 편입하였습니다. Verismo는 세계 최초 CAR-T 치료제인 노바티스(Novartis)의 '킴리아(Kymriah)' 개발을 주도한 연구진이 설립한 세포치료제 전문기업으로, 차세대 KIR-CAR 플랫폼 기술을 기반으로 고형암 및 재발성·불응성 혈액암 치료에 도전하고 있습니다. 현재 SynKIR-110, SynKIR-310 등 혁신적인 CAR-T 파이프라인을 개발 중이며, HLB이노베이션은 Verismo와의 협력을 통해 향후 항암 면역세포치료제 분야에서 가시적인 성과를 창출하는 것을 목표로 하고 있습니다.

## 계열사
HLB이노베이션은 HLB그룹 소속 회사로, 그룹 내에서는 유일한 반도체 부품 전문기업이다. HLB그룹은 바이오 의약품 개발 기업인 HLB㈜(에이치엘비)를 중심으로, 제약사 HLB제약, 진단회사 HLB파나진, 생명공학 부문 HLB생명과학 외 HLB테라퓨틱스, HLB제넥스, HLB펩 등 다수의 계열사를 거느리고 있다. HLB이노베이션은 이들 가운데 제조 기반을 가진 계열사로서, 그룹의 바이오 신약 개발을 재정적으로 지원하고 반도체 기술과 바이오 기술의 접목을 시도하는 역할을 맡고 있다

## 인증 및 인정서
인증
1. IATF 16949 인증 (로이드)
2. ISO 9001 인증 (로이드)
3. ISO 14001 인증 (로이드)
4. ISO 27001 인증 (GIC)
5. ISO 45001 인증 (IGC)

선정, 확인
1. 가족친화인증서 (여성가족부)
2. 강소기업 확인서 (고용노동부)
3. 청년일자리 강소기업 선정서 (고용노동부,중소벤처기업부)
4. 기업부설연구소 인정서 (한국산업기술진흥협회)

## 사회적 책임 및 기타 활동
환경(E)
부문에서는 ISO 14001 환경경영체제 인증을 획득하고 친환경 공정 개선에 노력하고 있으며, 2024년부터는 ‘행복홀씨 입양사업’에 참여하여 본사 인근 지역의 정기 환경정화 활동을 수행하고 있다. 또한 분쟁광물(분쟁 지역에서 채굴된 광물) 미사용을 보증하는 정책을 도입하여 윤리적 원자재 조달에 동참하고 있다.
사회(S)
부문에서는 그룹 차원에서 지역 아동센터 봉사활동, 임직원 대상의 봉사 동아리 운영 등을 통해 지역사회에 기여하고 있다. 2023년에는 여성가족부로부터 가족친화 인증을 획득하였고, 고용노동부 선정 강소기업 및 청년친화 강소기업에 이름을 올리며 일하기 좋은 기업 문화 조성에 힘쓰고 있다.
지배구조(G)
측면에서도 투명경영을 표방하여 윤리경영 헌장을 제정하고 내부 감사제도를 운영하고 있다.